# Bear Hands
Bear Hands (deutsch: Bärenhände) ist eine 2006 gegründete Indie-Rock-Band aus New York. Sie besteht aus dem Sänger Dylan Rau, dem Bassisten Val Loper und dem Schlagzeuger TJ Orscher.

## Geschichte

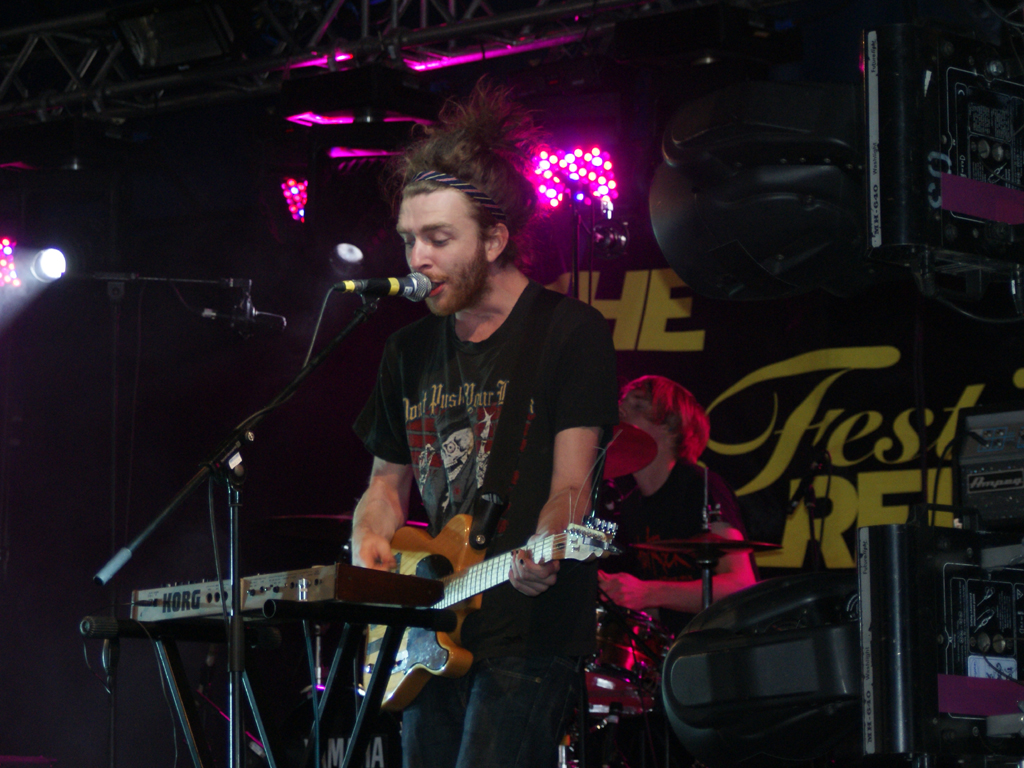
Bear Hands (2009)

### Gründung und erste Schritte
Dylan Rau und Ted Feldman lernten sich schon in jungen Jahren auf der Weslayan-Universität in Connecticut kennen. Die zu diesem Zeitpunkt bereits vergleichsweise erfahrenen Musiker Loper und Orscher traten der unvollständigen Formation erst später bei. Laut Aussagen Orschers funktionierte die Band schon bei der ersten gemeinsamen Probe optimal, weswegen sie schnell damit begannen, erste Lieder zu schreiben. Wenige Monate nach der Bandgründung veröffentlichten sie im Jahr 2007 ihre erste EP Golden, durch die sie in der New Yorker Musikszene erstmals größere Aufmerksamkeit erregten.

### Verbindungen zu MGMT
Der Band wird eine gute Verbindung zur US-amerikanischen Indietronic-Band MGMT nachgesagt, nicht zuletzt aufgrund der musikalischen Ähnlichkeit. Tatsächlich äußerte sich Rau in einem Interview dazu: „Ich habe mit Andrew und Ben von MGMT an der Wesleyan-Universität in Connecticut studiert. […] Wir haben mal vor einem ihrer Auftritte an der Wesleyan gespielt. Das war es dann auch schon.“ Die Mitglieder beider Bands stehen ihm zufolge kaum miteinander in Kontakt.

### Seit 2010
2010 veröffentlichte die Band ihr Debütalbum Burning Bush Supper Club. Obwohl sie mit dem Album einen Flop landeten, ihr Vertrag mit dem Label aufgelöst wurde und sie ihren Manager entlassen mussten, gingen sie als Vorband für etablierte Gruppen, wie beispielsweise Passion Pit oder auch We Were Promised Jetpacks, auf Tour. Danach folgte eine – 2012 kurzzeitig durch die EP Songs From Utopia Vol. 1 unterbrochene – vierjährige künstlerische Pause, die ihr Ende erst mit dem Release des Albums Distraction im Jahr 2014 nahm. In das Album flossen reale Erfahrungen des Bandleaders Rau mit ein, wie zum Beispiel seine Agoraphobie (Angst vor der Außenwelt), wegen der er und sein damaliger Mitbewohner seinerzeit oft lange ihre Wohnung nicht verließen und das soziale Zusammenleben stark vernachlässigten.
Am 15. April 2016 erschien das dritte Studioalbum der Band You’ll Pay For This über das Label Spensive Sound, von dem bereits vorab die Single 2AM ausgekoppelt wurde.
In den folgenden Jahren wurde es stiller um die Band, bis sie im Frühjahr 2018 den Austritt des Gründungsmitglieds und Gitarristen Ted Feldmann über Twitter bekanntgab. Gleichzeitig kündigten sie Arbeiten an neuen Liedern an und veröffentlichten kurze Zeit später die Single Back Seat Driver (Spirit Guide), gefolgt vom vierten Album Fake Tunes, das am 10. Mai 2019 erschien.

## Diskografie
Studioalben
- 2010: Burning Bush Supper Club
- 2014: Distraction
- 2016: You’ll Pay For This
- 2019: Fake Tunes

EPs
- 2007: Golden
- 2012: Songs From Utopia Vol. 1

Singles
- 2024: Intrusive Thoughts